# ТЕС Молам'яйн
16°27′59″ пн. ш. 97°39′13″ сх. д. / 16.46639° пн. ш. 97.65361° сх. д.
ТЕС Молам'яйн — теплова електростанція на південному сході М'янми.
Станція, що почала роботу в 2014 році, має два енергоблоки комбінованого парогазового циклу, в кожному з яких дві газові турбіни живлять через відповідну кількість котлів-утилізаторів одну парову турбіну. При цьому в обох випадках використали обладнання закритих ТЕЦ турецької компанії Akenerji:
- перша черга ТЕС Молам'яйн відповідає ТЕЦ Черкезкьой потужністю 98 МВт, яка раніше обслуговувала однойменну промислову зону західніше від Стамбула;
- друга черга ТЕС Молам'яйн відповідає ТЕЦ Бозуюк потужністю 132 МВт, що до того діяла в містечку Бозуюк за пів сотні кілометрів на захід від Ескішехіру.
Як паливо станція використовує природний газ, що надходить по трубопроводу Янгон — Канбаук.
Проект реалізували через приватну компанію Myanmar Lighting.